# Almklausi
Almklausi, pseudonimo di Klaus Krehl-Meier, nato Meier (Mössingen, 5 aprile 1969), è un disc jockey e cantante tedesco.

## Biografia
Klaus Meier ha iniziato a lavorare come DJ alla fine degli anni '80. Nel 2002 ha pubblicato il suo primo singolo con Hey kleines Luder. Da allora le sue registrazioni sono state regolarmente inserite in compilation di musica dance come Ballermann Hits, e si è esibito in Germania, Austria, Svizzera, Bulgaria e a Maiorca.
Nel giugno 2007 è entrato nelle classifiche sotto il nome di Schwaben König con la canzone Ein Stern, versione riscritta del titolo di DJ Ötzi come inno per la squadra VfB Stuttgart. Un anno dopo Lo lo los gehts!, altra canzone a tema calcistico, questa volta per l'European Football Championship, ha raggiunto la 73ª posizione nelle Offizielle Deutsche Charts.
Nel 2010 ha pubblicato una nuova versione di 10 Meter geh'n di Chris Boettcher con il cantante pop Markus Becker. Il singolo si è piazzato 43º nella classifica tedesca. Nel 2018 il suo singolo Mama Laudaaa è stato certificato disco d'oro dalla Bundesverband Musikindustrie con oltre 200 000 copie vendute a livello nazionale.
Nel 2019 ha partecipato a Promi Big Brother (versione tedesca del Grande Fratello VIP), classificandosi quinto.

## Vita privata
Nel 2015 si è sposato con la modella tedesca Maritta Krehl dalla quale ha avuto due figli.

## Discografia

### Album
- 2015 – Die besten Almklausi Hits - Für jede Schlager Mallorca Oktoberfest Après Ski Karneval und Discofox Party!

### EP
- 2008 – Lo Lo Los Gehts!

### Singoli
- 2006 – Deine Schwester ist ein richtig geiles Luder
- 2007 – Ich vermiss' dich (wie die Hölle)
- 2007 – Ein Stern (...der über Stuttgart steht)
- 2008 – Die Pure Lust am Leben
- 2008 – Lo lo los gehts!
- 2009 – Ich fang nie mehr was mit einem Luder an
- 2010 – 10 Meter geh'n (con Markus Becker)
- 2010 – Eine Insel dort im Süden
- 2010 – Eine Hütte in den Bergen
- 2010 – Wer nicht hüpft der kann nicht feiern (Hüpfsong)
- 2010 – Hoch die Tassen (feat. Tobee)
- 2010 – Ramalamadingdong
- 2011 – Du bist meine Nr. 1
- 2011 – Die längste Nacht der Welt
- 2012 – Himbeereis zum Frühstück
- 2012 – Duette (con Sissi)
- 2012 – Idiot (con Sissi)
- 2012 – Goodbye My Love, Goodbye
- 2013 – Was müssen das für Bäume sein (Elefantensong)
- 2013 – Kojotensong
- 2013 – Wir chillen beim Grillen
- 2013 – Tulpen aus Amsterdam
- 2013 – Schwarze Natascha
- 2014 – Ole Ole Ola
- 2014 – Keine wird es wagen (Oh sexy Susanna)
- 2014 – Maulwurfsong
- 2015 – Malle ist unser Leben
- 2015 – Du bist die Eine
- 2016 – Sie lag am Strand
- 2016 – Party (Everybody) (feat. Chris Turner)
- 2017 – Scheiß auf Morgen
- 2017 – Montag du Arschloch
- 2017 – Pokahontas
- 2018 – Mama Laudaaa (con Specktakel)
- 2019 – Siegfried & Roy (In Ewigkeit Amen)
- 2019 – Eine Liebe (con Isi Glück, Ikke Hüftgold, Lorenz Büffel, Carolina e Honk!)
- 2019 – Großer Bruder 2k19 (feat. Promi BB Bewohner)
- 2019 – Hansi (con Lorenz Büffel feat. Stubete Gäng)
- 2020 – Senorita (Torero)

#### Come artista ospite
- 2002 – Hey kleines Luder (Die LuderZ feat. Almklausi)
- 2016 – Es ist geil ein Arschloch zu sein (Die Fürstin feat. Almklausi)